# Guillaume Abgrall
Pour les articles homonymes, voir Abgrall.
Guillaume Jean Marie Abgrall, né le 16 novembre 1900 à Landivisiau (Finistère), mort en déportation à Mauthausen le 21 mars 1945  fut un militaire puis paysan français, qui s'engagea dans la résistance en 1943 en mettant à disposition du SOE sa ferme du Roncey à Bazemont pour des parachutages clandestins d'agents et d'armes.

## Biographie
Guillaume Abgrall, passionné de chevaux, en fait l'étude et se lance dans des recherches sur l'élevage.
En 1920, il est incorporé dans l'armée. En 1921, il est nommé brigadier. Promu maréchal des logis le 8 mars 1923, il est affecté au Groupe d'artillerie de campagne d'Afrique. Il passe trois ans au Maroc, puis il est admis dans le cadre des sous-officiers de carrière. Nommé adjudant-chef alors qu'il se trouve en Chine en 1933, où il séjourne avec sa famille de 1934 à 1937.
À la déclaration de guerre, il est au 10e Régiment d'artillerie coloniale de Tunisie. En 1940, le gouvernement du maréchal Pétain lui confie la tâche de trier les prisonniers pour l'Allemagne. Devant son refus, il est admis à faire valoir ses droits à la retraite. Il entre dans la Résistance, d'abord à Maurepas, puis à Bazemont, où il devient paysan à la ferme du Roncey. Il est chargé d'alimenter des résistants cachés dans l'usine d'aviation des Mureaux et dans les chantiers navals de Meulan. Il est recruté par un groupe rattaché au réseau Prosper-PHYSICIAN du SOE et en juin 1943, il reçoit trois parachutages sur le domaine du Roncey :
- dans la nuit du 12/13 juin, opération PHYSICIAN 60/WATCHMAKER[3] : parachutage de Gaston Cohen « Justin », alias WATCHMAKER, qui arrive comme opérateur radio du réseau Robin-JUGGLER. Parachutage effectif : dix containers largués, mais containers écrasés ;
- dans la nuit du 16/17 juin, opération PHYSICIAN 60 (2e)[4] : parachutage de 10 containers ;
- dans la nuit du 21/22 juin, opération PHYSICIAN 67/DENTIST[5], à la suite du message BBC « Le commissaire devient agent de change » : parachutage de George Connerade « Jacquot ». Parachutage réussi, mais Connerade défait son parachute, le laisse sur place et part sans être vu du comité de réception ; + 10 containers + 2 paquets (émetteurs radio pour Noor Inayat Khan).

Dans le cadre de l'effondrement du réseau, Guillaume Abgrall est arrêté par les Allemands le premier juillet. Sa femme et ses enfants le voient partir menottes derrière le dos. Abgrall est emmené à Fresnes. Le 30 novembre 1943, il est transféré au camp de Royallieu, à Compiègne. Déporté à Buchenwald. En février 1944, il est transféré au camp de Mauthausen, où son matricule est 544 350 et où il meurt le 21 mars 1945, quelques jours avant la libération du camp par les Américains.

## Famille
- Ses parents : Christophe Abgrall et Pauline Léon. Ils ont six enfants, dont Guillaume.
- Sa femme Jeanne-Marie, née Le Dantec, née le 8 juin 1906 à Bourbriac.
- Leurs enfants (5) : Simone, née le 20 juin 1928 à Maurepas ; Jacques, né le 24 novembre 1930 à Maurepas ; Marcel, né le 26 décembre 1932 à Maurepas ; Jean-Yves, né le 25 septembre 1934 à Landivisiau ; Odette, née le 16 décembre 1937 à Reuil.

## Reconnaissance
Le nom de Guillaume Abgrall est honoré sur le monument aux morts 39/45 du village de Bazemont.

## Distinctions
- Médaille de la Résistance française par décret du 4 octobre 1954[10].

### Sources et liens externes
- Ressource relative aux militaires :   - Mémoire des hommes

- Articles de Christiane Hubert dans le bulletin Si Bazemont m'était conté.
- Dossier 16P 1552, Service historique de la Défense, Vincennes.
- Dossier 72 AJ 39 I, pièce 10a (témoignage de Jean-Louis de Ganay), Archives nationales, Paris.